# Sphère (roman)
Pour les articles homonymes, voir Sphère (homonymie).
Sphère (titre original : Sphere) est un roman de science-fiction de Michael Crichton, publié en 1987.

## Résumé
Des scientifiques américains sont embarqués dans une expédition sous-marine, le but étant d'observer un vaisseau spatial immergé depuis trois cents ans au fond de l'eau. Ils y trouvent une sphère dorée luisante qu'ils pensent être venue de l'espace. La sphère s'ouvre mystérieusement. Chacun des scientifiques parvient à y entrer sans en garder le souvenir. Une série d'événements bizarres s'ensuit car la sphère donne à celui qui y est entré le pouvoir de matérialiser, inconsciemment, ses pensées …

## Adaptation
- 1998 : Sphère, film américain de Barry Levinson, avec Dustin Hoffman (Dr Norman Goodman), Sharon Stone (Dr Elizabeth "Beth" Halperin) et Samuel L. Jackson (Dr Harold "Harry" Adams)